# 틴버겐의 네 가지 질문
틴버겐의 네 가지 질문은 생물학자 니코 틴버겐이 제시한 동물 행동의 설명을 위한 상호보완적 범주이다. 이 개념은 동물 행동의 통합적 이해를 위해서는 근접적, 궁극적, 계통분류적, 발달적 분석이 필요하다고 제안한다.

## 질문과 설명의 네 범주
진화적 설명에서 동물의 행동은 궁극적 수준의 적응과 근접적 수준의 인과성에 의한 영향을 받으며, 오랜 기간의 장기적인 분지학적 관계인 계통학과 각 개체의 생애사적 변화인 개체 발생 혹은 발달과정이 함께 고려된다. 이러한 이해의 틀은 동물행동학, 인류학, 행동생태학, 사회생물학, 진화심리학 등의 다양한 행동학 학문 분과에 이론적, 방법론적 구조를 제공하였다.

### 틴버겐의 네 가지 질문
|                                     |                                                                         | 통시적 견해와 공시적 견해                                                                                             |                                                                                                  |
| 동학적 시각 시간의 흐름에 의한 설명 | 정학적 시각 종/개체군의 현재 상태에 대한 설명                           | |                                                                                                  |
| 어떻게 혹은 왜에 대한 질문          | 근접적 설명 어떻게 유기물 개체의 구조가 기능하는가                      | 발달과정 (Ontogeny) 유전자가 현재의 상태에 이르기까지 각 개체가 어떻게 변화하였는지에 대한 발달/발생 과정에 대한 설명 | 근접기제 / 근접인과 (Proximate Causation) 유기체의 구조가 어떻게 작동하는지에 대한 기계론적 설명 |
| 어떻게 혹은 왜에 대한 질문          | 진화적 / 궁극적 설명 왜 종 혹은 개체군이 (적응적인) 구조를 진화시켰는가 | 계통(발생)학 (Phylogeny) 하나의 종 혹은 개체군이 여러 세대에 걸쳐 변화한 진화의 역사                                  | 적응 (Adaptation) 과거의 환경에서 생존과 번식의 문제를 해결하면서 진화한 형질                    |

## 참조
- Alcock, John (2001) Animal Behavior: An Evolutionary Approach, Sinauer, 7th edition. ISBN 0-87893-011-6.
- Buss, David M., Martie G. Haselton, Todd K. Shackelford, et al. (1998) “Adaptations, Exaptations, and Spandrels,” American Psychologist, 53:533–548. http://www.sscnet.ucla.edu/comm/haselton/webdocs/spandrels.html
- Buss, David M. (2004) Evolutionary Psychology: The New Science of the Mind, Pearson Education, 2nd edition. ISBN 0-205-37071-3.
- Cartwright, John (2000) Evolution and Human Behavior, MIT Press, ISBN 0-262-53170-4.
- Krebs, J.R., Davies N.B. (1993) An Introduction to Behavioural Ecology, Blackwell Publishing, ISBN 0-632-03546-3.
- Lorenz, Konrad (1937) Biologische Fragestellungen in der Tierpsychologie (I.e. Biological Questions in Animal Psychology). Zeitschrift für Tierpsychologie, 1: 24–32.
- Mayr, Ernst (2001) What Evolution Is, Basic Books. ISBN 0-465-04425-5.
- Gerhard Medicus. “Tinbergen's four questions in behavioural Anthropology” (pdf).
- Moore, David S. (2001) The Dependent Gene: The Fallacy of ‘Nature vs. Nurture’, Henry Holt. ISBN 0-8050-7280-2.
- Pinker, Steven (1994) The Language Instinct: How the Mind Creates Language, Harper Perennial. ISBN 0-06-097651-9.
- Tinbergen, Niko (1963) "On Aims and Methods in Ethology," Zeitschrift für Tierpsychologie, 20: 410–433.
- Wilson, Edward O. (1998) Consilience: The Unity of Knowledge, Vintage Books. ISBN 0-679-76867-X.

### Diagrams on Tinbergen's four questions
- The Four Areas of Biology 보관됨 2012-01-18 - 웨이백 머신 pdf
- The Four Areas and Levels of Inquiry pdf
- Tinbergen's four questions within the "Fundamental Theory of Human Sciences" ppt